# Meidericher Spielverein Duisburg 1993-1994
Questa voce raccoglie le informazioni riguardanti il Meidericher Spielverein Duisburg nelle competizioni ufficiali della stagione 1993-1994.

## Stagione
Nella stagione 1993-1994 il Duisburg, allenato da Ewald Lienen, concluse il campionato di Bundesliga al 9º posto. In Coppa di Germania il Duisburg fu eliminato agli ottavi di finale dal Rot-Weiss Essen.

## Rosa
| N. |                                 | Ruolo | Calciatore         |
| -- | ------------------------------- | ----- | ------------------ |
| 2  | Germania (bandiera)             | D     | Joachim Hopp       |
| 4  | Germania (bandiera)             | D     | Torsten Wohlert    |
| 5  | Paesi Bassi (bandiera)          | D     | Alfred Nijhuis     |
| 6  | Germania (bandiera)             | D     | Oliver Westerbeek  |
| 13 | Germania (bandiera)             | D     | Markus Reiter      |
| 17 | Germania (bandiera)             | C     | Thomas Puschmann   |
|    | Germania (bandiera)             | P     | Achim Puszamszies  |
|    | Germania (bandiera)             | P     | Jürgen Rollmann    |
|    | Croazia (bandiera)              | P     | Zoran Zeljko       |
|    | Bosnia ed Erzegovina (bandiera) | D     | Murat Jasarević    |
|    | Germania (bandiera)             | D     | Patrick Notthoff   |
|    | Nigeria (bandiera)              | D     | Peter Ogaba        |
|    | Germania (bandiera)             | D     | Michael Struckmann |
|    | Marocco (bandiera)              | C     | Rachid Azzouzi     |

| N. |                     | Ruolo | Calciatore             |
| -- | ------------------- | ----- | ---------------------- |
|    | Germania (bandiera) | C     | Stefan Böger           |
|    | Germania (bandiera) | C     | Dirk Hannemann         |
|    | Austria (bandiera)  | C     | Hannes Reinmayr        |
|    | Germania (bandiera) | C     | Ferenc Schmidt         |
|    | Germania (bandiera) | C     | Alois Schwartz         |
|    | Germania (bandiera) | C     | Franz-Josef Steininger |
|    | Germania (bandiera) | C     | Michael Tarnat         |
|    | Germania (bandiera) | C     | Manfred Tebeck         |
|    | Germania (bandiera) | C     | Uwe Weidemann          |
|    | Germania (bandiera) | A     | Peter Közle            |
|    | Croazia (bandiera)  | A     | Vlado Papic            |
|    | Germania (bandiera) | A     | Michael Preetz         |
|    | Austria (bandiera)  | A     | Ivica Vastić           |

## Organigramma societario
Area tecnica
- Allenatore: Ewald Lienen
- Allenatore in seconda:
- Preparatore dei portieri:
- Preparatori atletici:

## Calciomercato

### Sessione estiva
| Acquisti | Acquisti         | Acquisti          | Acquisti |
| R.       | Nome             | da                | Modalità |
| -------- | ---------------- | ----------------- | -------- |
| A        | Mini Jakobsen    | Young Boys        |          |
| A        | Peter Közle      | Grasshoppers      |          |
| D        | Peter Ogaba      | AC Oulu           |          |
| C        | Thomas Puschmann | Uerdingen 05      |          |
| C        | Alois Schwartz   | Kickers Stoccarda |          |
| C        | Uwe Weidemann    | Waldhof Mannheim  |          |
| D        | Torsten Wohlert  | Waldhof Mannheim  |          |
| P        | Zoran Zeljko     | Borussia Fulda    |          |

| Cessioni | Cessioni              | Cessioni             | Cessioni |
| R.       | Nome                  | a                    | Modalità |
| -------- | --------------------- | -------------------- | -------- |
| A        | Mini Jakobsen         | Lierse               |          |
| C        | Jarosław Araszkiewicz | Lech Poznań          |          |
| D        | Andreas Gielchen      | Alemannia Aquisgrana |          |
| C        | Michael Harforth      | Hannover 96          |          |
| P        | Ralf Kellermann       | FSV Francoforte      |          |
| A        | Markus Sailer         | St. Pauli            |          |
| A        | Jürgen Wegmann        | Rot-Weiss Essen      |          |

### Sessione invernale
| Acquisti | Acquisti       | Acquisti      | Acquisti |
| R.       | Nome           | da            | Modalità |
| -------- | -------------- | ------------- | -------- |
| C        | Dirk Hannemann | Hallescher    |          |
| A        | Ivica Vastić   | Admira/Wacker |          |

| Cessioni | Cessioni        | Cessioni          | Cessioni |
| R.       | Nome            | a                 | Modalità |
| -------- | --------------- | ----------------- | -------- |
| C        | Stefan Minkwitz | Kickers Stoccarda |          |
| C        | Roland Seitz    | Homburg           |          |

## Risultati

### Bundesliga

#### Girone di andata
| Arbitro: | Gläser |

|                          |           |                      |
| Wohlert 44’ Reinmayr 66’ | Marcatori | 54’ Sérgio 74’ Happe |

| Arbitro: | Heynemann |

|  |           |                  |
|  | Marcatori | 84’ (rig.) Közle |

| Arbitro: | Harder |

|                         |           |                           |
| Weidemann 13’ Közle 15’ | Marcatori | 25’ Strunz 54’ Sverrisson |

| Arbitro: | Schmidt |

|            |           |            |
| Edmond 47’ | Marcatori | 26’ Tarnat |

| Arbitro: | Fischer |

|            |           |                                                         |
| Hobsch 68’ | Marcatori | 52’, 61’ Schmidt 66’ Westerbeek 72’ Weidemann 73’ Böger |

| Arbitro: | Assenmacher |

|                       |           |                        |
| Közle 3’ Reinmayr 57’ | Marcatori | 20’ Wouters 90’ Scholl |

| Arbitro: | Fux |

|  |           |                         |
|  | Marcatori | 75’ Weidemann 90’ Közle |

| Arbitro: | Berg |

|                       |           |                          |
| Schmidt 39’ Közle 47’ | Marcatori | 13’ Chapuisat 56’ Sammer |

| Arbitro: | Zerr |

|  |           |               |
|  | Marcatori | 71’ Weidemann |

| Duisburg 1º ottobre 1993, ore 19:30 CET 10ª giornata | Duisburg | 0 – 0 referto | Colonia | Wedaustadion (26 000 spett.)\| Arbitro: \| Kasper \| |
| Arbitro:                                             | Kasper   |               |         |                                                      |

| Arbitro: | Amerell |

|                                       |           |           |
| Salou 12’ Dahlin 30’, 71’ Wynhoff 42’ | Marcatori | 84’ Közle |

| Arbitro: | Wiesel |

|            |           |  |
| Preetz 42’ | Marcatori |  |

| Arbitro: | Albrecht |

|                       |           |  |
| Sforza 11’ Kadlec 85’ | Marcatori |  |

| Arbitro: | Ziller |

|              |           |  |
| Reinmayr 28’ | Marcatori |  |

| Arbitro: | Strampe |

|                                            |           |  |
| Bender 5’, 20’, 59’ Carl 78’ Kir'jakov 85’ | Marcatori |  |

| Arbitro: | Merk |

|            |           |  |
| Preetz 13’ | Marcatori |  |

| Arbitro: | Harder |

|                    |           |                        |
| Cardoso 82’ (rig.) | Marcatori | 18’ Közle 80’ Schwartz |

#### Girone di ritorno
| Arbitro: | Führer |

|                       |           |                |
| Kirsten 44’ Wörns 58’ | Marcatori | 79’ Steininger |

| Arbitro: | Schmidhuber |

|           |           |           |
| Közle 41’ | Marcatori | 90’ Nowak |

| Arbitro: | Malbranc |

|                                          |           |  |
| Dunga 18’ Strunz 29’ Knup 31’ Walter 69’ | Marcatori |  |

| Arbitro: | Scheuerer |

|                           |           |            |
| Weidemann 29’ Wohlert 68’ | Marcatori | 50’ Pančev |

| Arbitro: | Dellwing |

|           |           |  |
| Közle 75’ | Marcatori |  |

| Arbitro: | Harder |

|                                             |           |  |
| Nerlinger 4’ Labbadia 35’, 37’ Valencia 44’ | Marcatori |  |

| Arbitro: | Habermann |

|                             |           |             |
| Steininger 21’ Notthoff 36’ | Marcatori | 39’ Leśniak |

| Arbitro: | Aust |

|                       |           |           |
| Ricken 44’ Schulz 63’ | Marcatori | 61’ Közle |

| Arbitro: | Albrecht |

|  |           |                |
|  | Marcatori | 79’ von Heesen |

| Arbitro: | Ziller |

|            |           |  |
| Weiser 34’ | Marcatori |  |

| Arbitro: | Strampe |

|                                |           |  |
| Weidemann 21’ Közle 85’ (rig.) | Marcatori |  |

| Arbitro: | Hauer |

|            |           |                    |
| Yeboah 75’ | Marcatori | 24’, 89’ Weidemann |

| Arbitro: | Fux |

|           |           |                                                                     |
| Közle 62’ | Marcatori | 9’ Wagner 50’, 58’, 87’ Kuka 60’ (rig.), 69’ (rig.) Brehme 86’ Roos |

| Norimberga 16 aprile 1994, ore 15:30 CEST 31ª giornata | Norimberga | 0 – 0 referto | Duisburg | Frankenstadion (39 500 spett.)\| Arbitro: \| Fleske \| |
| Arbitro:                                               | Fleske     |               |          |                                                        |

| Arbitro: | Kasper |

|               |           |                     |
| Jasarević 63’ | Marcatori | 49’ Bilić 56’ Reich |

| Arbitro: | Dardenne |

|              |           |                                          |
| Eckstein 73’ | Marcatori | 7’ Weidemann 70’ (aut.) Müller 77’ Közle |

| Arbitro: | Berg |

|  |           |                        |
|  | Marcatori | 40’ Spanring 75’ Zeyer |

### Coppa di Germania
| Arbitro: | Hoffmann |

|  |           |                                                                |
|  | Marcatori | 2’ Reinmayr 24’ Nijhuis 50’ Steininger 55’ Weidemann 82’ Közle |

| Arbitro: | Koop |

|  |           |             |
|  | Marcatori | 35’ Nijhuis |

| Arbitro: | Wagner |

|                   |           |                                     |
| Kaiser 17’ (rig.) | Marcatori | 2’ Reinmayr 93’ Wohlert 114’ Preetz |

| Arbitro: | Aust |

|                                                       |           |                       |
| Kügler 3’ Lipinski 39’ (rig.) Margref 58’ Wegmann 84’ | Marcatori | 47’ Wohlert 61’ Papic |

## Statistiche

### Statistiche di squadra
| Competizione      | Punti | In casa | In casa | In casa | In casa | In casa | In casa | In trasferta | In trasferta | In trasferta | In trasferta | In trasferta | In trasferta | Totale | Totale | Totale | Totale | Totale | Totale | DR  |
| Competizione      | Punti | G       | V       | N       | P       | Gf      | Gs      | G            | V            | N            | P            | Gf           | Gs           | G      | V      | N      | P      | Gf     | Gs     | DR  |
| ----------------- | ----- | ------- | ------- | ------- | ------- | ------- | ------- | ------------ | ------------ | ------------ | ------------ | ------------ | ------------ | ------ | ------ | ------ | ------ | ------ | ------ | --- |
| Bundesliga        | 36    | 17      | 7       | 6       | 4       | 21      | 23      | 17           | 7            | 2            | 8            | 20           | 29           | 34     | 14     | 8      | 12     | 41     | 52     | -11 |
| Coppa di Germania | -     | 0       | 0       | 0       | 0       | 0       | 0       | 4            | 3            | 0            | 1            | 11           | 5            | 4      | 3      | 0      | 1      | 11     | 5      | +6  |
| Totale            | 36    | 17      | 7       | 6       | 4       | 21      | 23      | 21           | 10           | 2            | 9            | 31           | 34           | 38     | 17     | 8      | 13     | 52     | 57     | -5  |

### Andamento in campionato
| Giornata  | 1 | 2 | 3 | 4 | 5 | 6 | 7 | 8 | 9 | 10 | 11 | 12 | 13 | 14 | 15 | 16 | 17 | 18 | 19 | 20 | 21 | 22 | 23 | 24 | 25 | 26 | 27 | 28 | 29 | 30 | 31 | 32 | 33 | 34 |
| --------- | - | - | - | - | - | - | - | - | - | -- | -- | -- | -- | -- | -- | -- | -- | -- | -- | -- | -- | -- | -- | -- | -- | -- | -- | -- | -- | -- | -- | -- | -- | -- |
| Luogo     | C | T | C | T | T | C | T | C | T | C  | T  | C  | T  | C  | T  | C  | T  | T  | C  | T  | C  | C  | T  | C  | T  | C  | T  | C  | T  | C  | T  | C  | T  | C  |
| Risultato | N | V | N | N | V | N | V | N | V | N  | P  | V  | P  | V  | P  | V  | V  | P  | N  | P  | V  | V  | P  | V  | P  | P  | P  | V  | V  | P  | N  | P  | V  | P  |
| Posizione | 9 | 5 | 7 | 6 | 4 | 6 | 4 | 4 | 4 | 3  | 6  | 4  | 6  | 4  | 6  | 4  | 3  | 6  | 6  | 7  | 4  | 1  | 4  | 2  | 6  | 6  | 10 | 8  | 6  | 8  | 9  | 10 | 7  | 9  |

Legenda:

Luogo: C = Casa; T = Trasferta. Risultato: V = Vittoria; N = Pareggio; P = Sconfitta.

### Statistiche dei giocatori
| Giocatore      | Bundesliga | Bundesliga | Bundesliga  | Bundesliga | Coppa di Germania | Coppa di Germania | Coppa di Germania | Coppa di Germania | Totale   | Totale | Totale      | Totale     |
| Giocatore      | Presenze   | Reti       | Ammonizioni | Espulsioni | Presenze          | Reti              | Ammonizioni       | Espulsioni        | Presenze | Reti   | Ammonizioni | Espulsioni |
| -------------- | ---------- | ---------- | ----------- | ---------- | ----------------- | ----------------- | ----------------- | ----------------- | -------- | ------ | ----------- | ---------- |
| R. Azzouzi     | 23         | 0          | 2           | 1          | 0                 | 0                 | 0                 | 0                 | 23       | 0      | 2           | 1          |
| S. Böger       | 27         | 1          | 7           | 1          | 4                 | 0                 | 0                 | 0                 | 31       | 1      | 7           | 1          |
| D. Hannemann   | 0          | 0          | 0           | 0          | 0                 | 0                 | 0                 | 0                 | 0        | 0      | 0           | 0          |
| J. Hopp        | 20         | 0          | 2           | 1          | 1                 | 0                 | 0                 | 0                 | 21       | 0      | 2           | 1          |
| M. Jakobsen    | 2          | 0          | 0           | 0          | 0                 | 0                 | 0                 | 0                 | 2        | 0      | 0           | 0          |
| M. Jasarević   | 6          | 1          | 3           | 0          | 0                 | 0                 | 0                 | 0                 | 6        | 1      | 3           | 0          |
| P. Közle       | 30         | 13         | 3           | 0          | 4                 | 1                 | 0                 | 0                 | 34       | 14     | 3           | 0          |
| S. Minkwitz    | 0          | 0          | 0           | 0          | 1                 | 0                 | 0                 | 0                 | 1        | 0      | 0           | 0          |
| A. Nijhuis     | 28         | 0          | 4           | 1          | 3                 | 2                 | 0                 | 0                 | 31       | 2      | 4           | 1          |
| P. Notthoff    | 18         | 1          | 0           | 0          | 3                 | 0                 | 1                 | 0                 | 21       | 1      | 1           | 0          |
| P. Ogaba       | 2          | 0          | 0           | 0          | 0                 | 0                 | 0                 | 0                 | 2        | 0      | 0           | 0          |
| V. Papic       | 0          | 0          | 0           | 0          | 1                 | 1                 | 0                 | 0                 | 1        | 1      | 0           | 0          |
| M. Preetz      | 23         | 2          | 2           | 0          | 4                 | 1                 | 0                 | 0                 | 27       | 3      | 2           | 0          |
| T. Puschmann   | 0          | 0          | 0           | 0          | 0                 | 0                 | 0                 | 0                 | 0        | 0      | 0           | 0          |
| A. Puszamszies | 0          | 0          | 0           | 0          | 0                 | 0                 | 0                 | 0                 | 0        | 0      | 0           | 0          |
| H. Reinmayr    | 26         | 3          | 5           | 0          | 2                 | 2                 | 0                 | 0                 | 28       | 5      | 5           | 0          |
| M. Reiter      | 0          | 0          | 0           | 0          | 0                 | 0                 | 0                 | 0                 | 0        | 0      | 0           | 0          |
| J. Rollmann    | 29         | 0          | 1           | 0          | 4                 | 0                 | 0                 | 0                 | 33       | 0      | 1           | 0          |
| F. Schmidt     | 23         | 3          | 3           | 0          | 4                 | 0                 | 0                 | 0                 | 27       | 3      | 3           | 0          |
| A. Schwartz    | 17         | 1          | 3           | 0          | 2                 | 0                 | 0                 | 0                 | 19       | 1      | 3           | 0          |
| R. Seitz       | 1          | 0          | 0           | 0          | 0                 | 0                 | 0                 | 0                 | 1        | 0      | 0           | 0          |
| F. Steininger  | 31         | 2          | 4           | 0          | 4                 | 1                 | 1                 | 0                 | 35       | 3      | 5           | 0          |
| M. Struckmann  | 3          | 0          | 0           | 0          | 1                 | 0                 | 0                 | 0                 | 4        | 0      | 0           | 0          |
| M. Tarnat      | 24         | 1          | 4           | 0          | 3                 | 0                 | 0                 | 0                 | 27       | 1      | 4           | 0          |
| M. Tebeck      | 3          | 0          | 1           | 0          | 2                 | 0                 | 1                 | 0                 | 5        | 0      | 2           | 0          |
| I. Vastić      | 10         | 0          | 2           | 0          | 0                 | 0                 | 0                 | 0                 | 10       | 0      | 2           | 0          |
| U. Weidemann   | 30         | 9          | 6           | 0          | 3                 | 1                 | 0                 | 0                 | 33       | 10     | 6           | 0          |
| O. Westerbeek  | 28         | 1          | 2           | 0          | 2                 | 0                 | 0                 | 0                 | 30       | 1      | 2           | 0          |
| T. Wohlert     | 31         | 2          | 7           | 1          | 4                 | 2                 | 2                 | 0                 | 35       | 4      | 9           | 1          |
| Z. Zeljko      | 6          | 0          | 0           | 0          | 0                 | 0                 | 0                 | 0                 | 6        | 0      | 0           | 0          |